# Pars tuberalis
Hipofiza
Pars tuberalis seu infundibularis, dio hipofize.
Dio je adenohipofize. U embrionalnoj fazi pars tuberalis razvije se od ektoderma usne šupljine.
Vrećasta izbočina ektoderma na krovu primitivne usne šupljine embrija,  tik ispred ždrijelne membrane  (Rathkeova vreća) prethodnik je pars tuberalisa. Raste ka gore. Intenzivnom proliferacijom stanica prednje stijenke Rathkeove vreće, a malo produženje toga režnja raste duž drška hipofize. Njega pri tome obavija čineći pars tuberalis.

## Građa
Građen je od brojnih krvnih žila (najbolje vaskularizirani dio hipofize) i vlaknastih struktura sličnih vezivnim vlaknima između kojih su brojne izdužene jezgre. Na tom su mjestu i svojstvene stanice adenohipofize. Tuberalni dio je ljevkast i okružuje infundibul neurohipofize. Među kapilarama su i nakupine epitelnih stanica čiji je oblik najčešće oblika kocke. Jedine su to stanice unutar hipofize u kojima može biti glikogena. Do danas nije otkriveno proizvode li stanice tuberalnog dijela uopće ikakve hormone.
Krvlju ju opskrbljuje gornja hipofizna arterija (arteria hypophysialis superior, arteria hypophyseos superior), koja je ogranak cerebralnog dijela unutarnje karotidne arterije.
Pars nervosa se nastavlja s eminencijom medijanom hipotalamusa preko drška hipofize. Parvocelularnim neuroni iz hipotalamusa završavaju u eminenciji medijani hipotalamusa.